# スウェーデンの交通
スウェーデンの交通（スウェーデンのこうつう）では、鉄道、バス、航空など、主にスウェーデン国内の交通機関について述べる。（→各事業者についてはスウェーデンの交通事業者一覧を参照。）

## 鉄道
スウェーデンの鉄道は、政府が株式を100%所有するスウェーデン国鉄会社 (SJ AB: Statens Järnväg aktiebolag) が全国の旅客輸送において中心的な役割を果たしている。
また、国鉄会社以外にも県(län)や市(kommun)、ランスティング(landsting)が運営する鉄道(Länstrafik, 県・市交通局)も地方の旅客輸送を担っている。
ストックホルムからヨーテボリ(Göteborg)、マルメ(Malmö)、スンズバル(Sundsvall)等の大都市へは特急X2000が運行されている。一部のマルメ行きX2000は、2000年のエーレスンド大橋(Öresundsbro)の完成によって、デンマークの首都コペンハーゲン(スウェーデン語Köpenhamn, デンマーク語København)まで乗り入れるようになった。
かつてはノルウェーの首都オスロ(Oslo)からヨーテボリを経由してコペンハーゲンまで、X2000と同車種・異塗装（青）の特急リンクス(Linx)が直通で運行されていたが、利用者の減少から廃止され、現在はノルウェー国鉄（NSB）がオスロからヨーテボリまで自社の特急で乗り入れている。ヨーテボリ・コペンハーゲン間はX2000によって代替されているが、2007年現在、運行本数は月曜日～金曜日は4～5往復、休日・祝日は2～3往復に留まっている。それ以外の時間帯は普通列車が運行されている。
地下鉄はストックホルムでのみ3路線が運行されており、路面電車がストックホルム、ヨーテボリ、マルメ、ノーショーピングの各都市で庶民の足として利用されている。ストックホルムの地下鉄は近郊電車(pendeltåg)も運行しているストックホルムス・ロカールトラフィーク(SL, Stockholms lokaltrafik)により運行されている。エスエルはストックホルム県内で運行されているバスの運営主体でもある。
モノレールや新交通システムはスウェーデン国内には、2007年現在存在しない。近郊区間を走る地下鉄や路面電車は比較的定時性が保たれているが、長距離の路線を運行するスウェーデン国鉄会社では他のヨーロッパの鉄道同様に5～10分程度の遅れが常態化している。また、三大都市圏を除いて近郊電車は日本ほど発達しておらず、駅間の距離が長い点も類似している。従って、多くの路線で中長距離の列車運行が主体となってしまう。
日本で通常見られる定期券や回数券のような乗車券は一般的ではない。各鉄道会社は地域の事情に合わせた各種の割引乗車券を発売している。スウェーデン国鉄会社では、年齢による割引（25歳以下を対象にした若者割引、65歳以上を対象にした高齢者割引）、購入時期による割引（早期購入割引、直前購入割引）、学生割引等の割引乗車券を発売している。ちなみに、若者割引と学生割引では通常運賃よりも30%安く購入できる。優等列車乗車時に必要な特急券（あるいは特急料金に相当する料金）はないが、X2000乗車時には必ず座席の予約が必要になる。
乗車券は長らく駅の窓口、電話もしくは電車内での購入に限られていたが、この十年程で自動券売機の普及が進んだ。但し、南部の一部を除いて、自動券売機での乗車券購入はクレジットカードでのみ決済可能なシステムになっている。（現金で購入したい場合は、電車内で割高の運賃を支払わざるを得ない。）またインターネットの各家庭への普及に伴い、ホームページ上での乗車券購入も一般化しつつある。特にスウェーデン国鉄会社では、インターネット経由で乗車券を販売し、乗客が乗車前に自動券売機で受け取る事もできるようになっており、料金的にも電車内で購入するよりも割安に設定されている。（自動券売機の設置されていないような小さな駅では、近くの売店などでインターネット購入した切符を発行してもらえる。）路面電車の場合は乗車時に運転士から直接購入するか、事前に購入したプリペイドカードを打刻機に通す。この場合は運賃に差がない事が多いが、最近は（2007年現在）携帯電話で事前に乗車券を購入しておくと、いくらか安くなるようなシステムも現れ始めている。
乗車方法は、ストックホルムの地下鉄を除いて、他の欧米諸国に多く見られるような信用乗車方式をとっており、改札はない。（従って、自動改札機も存在しない。）中長距離電車の場合であれば、駅を発車直後に車掌による検札が行われ、事前に乗車券を購入していない場合はその際に直接購入する事になる。検札の際に乗車券の不正利用等が発覚した場合、多額の罰金を取られる。近郊電車や路面電車の場合は乗車券を打刻機に通す事で検札の代わりとするが、不正乗車を防ぐために抜き打ちの検札がしばしば運営会社の職員によって行われる。スウェーデン国鉄会社では罰金として600スウェーデン・クローナを申し受ける旨の記載が約款に見られる。
日本で朝夕の通勤・通学時に見られるような殺人的通勤ラッシュはスウェーデンの場合ではほとんど見受けられないものの、そのような時間帯には当然他の時間帯より乗客数は多い。また、クリスマスやイースター等の休暇の前後には日本程ではないにしろ、帰省ラッシュのような状況を呈する事もある。

## バス
スウェーデンのバスは鉄道を補完する公共交通機関としての役割を果たしている。スウェーデンの鉄道が中・長距離を主体に運行されているために、鉄道空白地帯が出来やすく、市内の各所や隣接する都市への移動など短距離の移動手段として利用されている。県(län)や市(kommun)、ランスティング(landsting)が共同出資して株式会社を設立し、共同運営する形態がスウェーデンでは一般的である。そのため、スウェーデンの多くのバス会社は日本における地方自治体が運営する公営交通事業的な色彩が濃い。また、そのようなバス会社はレーンストラフィーク(länstrafik)やロカールトラフィーク(lokaltrafik)という呼称を社名に含んでいる場合が多い。
ストックホルムやヨーテボリといった大都市を担当範囲に含んでいるストールストックホルムス・ロカールトラフィーク(Storstockholms lokaltrafik, SL)やヴェストトラフィーク(Västtrafik)はバスだけではなく、地下鉄や路面電車を運行している場合もある。また、市がメインになって設立したバス会社の場合、障害者や高齢者の市内における移動や病院患者の自宅・病院間の移動を円滑に行うためのタクシー業務も行っている。一部の会社はエスイーと協力して一部区間を鉄道によって代替しているが、車両の所有や運転士・車掌の派遣に留まっている。
地方自治体以外の会社が運営するバスもあるが、その多くは観光バスや長距離の都市間を走る高速バスである。一部の高速バス会社はエスイーと競合する区間でバスを運行している事もあるが、料金的に割安である点、夜間でも運行されている点が利用者から支持されている。こうした高速バス会社も自社ホームページから乗車券を購入できるようにしており、エスイーの乗車券に見られるような年齢による割引、早期購入割引を設けている。
各県・各市内を運行されている路線バスの乗車方法は前扉から乗車して運転手に料金を支払い、中扉もしくは後扉から降車する方法が一般的である。料金の支払い方法は現金の他、プリペイドカードを打刻機（電子的）にかざす、乗車時に何度も入金（チャージ）可能な硬質プラスチック製カードを物理的に打刻機に通すなど、複数ある。プリペイドカードも後から入金（チャージ）が可能である場合もあるが、入金（チャージ）の際は運営会社の営業所に出向く必要がある場合がほとんどである。最近では路線バスの場合、市内の利用に限って事前に携帯電話で一割程度安く乗車券を購入できる方法も、一部のバス会社では登場し始めている。こうした現金以外での支払い方法が日本よりも一般的である背景には、利用の促進だけではなく、料金を狙った強盗の防止という側面もある。（スウェーデンの路線バスは日本と違い、路線こそ少ないものの、深夜・早朝も運転されているため、日本に比べて路線バスが強盗の被害に遭いやすい。）高速バスは路線バス同様、乗車時に料金を運転手に支払う方法もあるが、上述のようにインターネット経由での購入方法も普及しつつある。高速バスの場合は、乗降する頻度が路線バスに比べて少ない事から、2扉（前扉・中扉）であることが多く、前扉から乗車する。
車両は、路線バスであっても日本に比べて大型の車両が多い。路線バスは特に市民の足として利用される性格上、低床バスやノンステップバスである事が多く、高齢者や車椅子を使用する必要のある障害者、バギーを利用する事の多い幼児を連れた家族に大変便利な構造の車両が多い。中扉付近は車椅子やバギーを置けるように、最初から椅子が設けられていない。そのような構造の車両には「ニーリング(nigning)」機構をあわせもつ場合が多い。高速バスには、まだそういった対応がなされていない車両が多い。スウェーデンにも2階建バスはあるが、そのほとんどは観光目的のバスに限られ、路線バスや高速バスに見られる事は少ない。

## 航空
スカンジナビア三国（スウェーデン・ノルウェー・デンマーク）のフラッグ・キャリアたるスカンジナビア航空を筆頭に複数のマルメ・アヴィテーション(Malmö Aviation)、スカイウェイズ(Skyways)、ゴットランズフリーグ(Gotlandsflyg) 等の航空会社が国内・国外への旅客便を運航している。スカンジナビア航空以外の航空会社が運航する国際線のほとんどはヨーロッパ内に限られる。ここに列挙した以外にも、主にビジネス客を対象に小型ジェット機を利用した小規模な航空会社がある。
最近スウェーデンでも、格安航空会社を立ち上げようという試みがあるが、その代表格であったフライ・ミー (FlyMe) が2007年初旬に発足後わずか3年あまりで倒産するなど、状況はあまり芳しくない。またスカンジナビア航空でも2007年春、客室乗務員を中心に賃上げを要求するストライキが発生し、一週間全便が欠航する事態に至った。結果としては会社側が多少の賃上げを受け入れる形で事態は収拾されたが、原油価格の高騰と相まって、スカンジナビア航空の機内サービスは以前よりも質的に確実に低下している。特に、コペンハーゲン・東京間のような長距離便にその影響が顕著に表れているようである（エコノミークラスでのアルコール類の有料化、機内食の陳腐化等）。
米国同時多発テロ以降、スウェーデン国内の各空港でもセキュリティーチェックが強化された。それまで国内線ではごく簡単なセキュリティーチェックか、航空会社・空港によっては全く実施されていない事もあった。一部の空港では国内線の出発・到着ゲート付近まで搭乗者でなくても容易に近づけていたが、現在は警備の強化で多くの空港で国内線であっても搭乗者以外はゲート周辺には立ち入りできなくなっている。また、刃物や爆発の危険があるものは勿論、たとえ安全な飲み物や化粧水・香水等であっても最低限度の量以外の液体は持ち込みに規制がかかるようになった。（免税店で購入したレシート付きのアルコール類や医師の診断書が添付された水薬などは一部例外あり。）
スウェーデン内の各空港ではこの5～10年程で、スカンジナビア航空を利用する際のチェックインが大幅に自動化された。自宅を出発前にスカンジナビア航空のホームページを通じて、もしくは空港までの移動中に携帯電話を通じてチェックインをしておけば、空港で自動チェックイン機から貨物室に預ける荷物のタグを自分で取り出す事ができ、いちいちカウンター前の長蛇の列に並ぶ必要がなくなっている。成田空港でつい最近まで行われていたようなチェックイン前の荷物のエックス線検査も、スウェーデン国内の空港ではかなり以前から大型エックス線検査機の導入によって廃止されていた。また、多くの航空会社で電子航空券（Eチケット）が導入されており、ユーロボーナスカード（スカンジナビア航空の場合）や購入時に利用したクレジットカードに電子的に記録される。利用客は空港で自動チェックイン機にカードを通して、荷物用タグと同時に搭乗券を受け取る。
スカンジナビア航空を始め、スウェーデンの航空会社は固定客となりうるビジネス利用者をその主な顧客層としており、時刻表の組み方からもそれが伺われる。ヤーン・カールソンがスカンジナビア航空の社長であった際に、スカンジナビア航空はそれまで観光客中心であった体質をビジネス客中心に転換することで財務状況を改善した。現在に至るまでスカンジナビア航空は国内便やヨーロッパ内の便には扱いやすい中型旅客機を主に使用しているのも、ヤーン・カールソンの時代から始められた事で、他の航空会社もこの例に倣っている。

## 道路
スウェーデンでの自動車交通は右側通行である。
スウェーデンの道路は国が所有する「一般道」(allmän väg)と個人が所有する「その他の道路」 (övriga vägar) に分けられる。一般道はスウェーデン産業省の外局である道路庁 (Vägverket) が管理している。一般道はヨーロッパ道路 (Europavägar) 、国道 (Riksvägar) 、県道 (Länsvägar) 、その他の一般道 (Övriga allmänna vägar) に分類される。
以前は左側通行だったが、1967年9月3日に右側通行に変更され、現在に至っている。近隣国のノルウェー・デンマーク・フィンランドとは自動車による往来が盛んであり、三国とも右側通行であることが変更の主な理由である（ダゲン・H参照）。
一般道は路線によって道路庁が番号を振り、番号によって国道か県道なのかが分かるようになっている。一般道の内、1-99号線が国道、100-499号線が県道、500-999号線がその他の一般道となっている。道路標識は、日本の一般道のように、青い地に白い文字で番号が書かれている。ヨーロッパ道路は他の欧州地域にもつながっているので、国連欧州経済委員会によって番号が振られている。ヨーロッパ道路の道路標識は、日本の高速道路のように、緑の地に白の文字で番号が振られ、必ずアルファベットのEが数字の前につけられる。道路番号が書かれた標識は全て横長の長方形となっている点が日本とは異なる。
その他の道路にはその土地の生活道路としての性格が大きいため、一般道ほどの高規格ではない。所有・管理も国ではなく、市や市内を拠点にしている団体・個人である事がほとんどである（国庫による補助がある場合もある。）また、その他の道路の一種である市道には番号が振られていないが、その代わり何かしらの名前が付いている事がある。
スウェーデンの高速道路は、更に高速道路 (motorväg) と自動車専用道路 (motortrafikerad) の二種類に分けられる。スウェーデンの場合、高速道路を他の道路とは別個に建設するのではなく、一般道の中から需要に応じて高速道路もしくは自動車専用道路として指定し、その規格にあった拡幅工事や中央分離帯の設置等を行う。工事費用は毎年政府予算に組み込まれている（＝税金として徴収されている）ため、日本のように高速道路を利用する都度、利用者が別料金を徴収されることはない。制限速度はそれぞれ、高速道路が時速110キロ・郊外が70キロ（指定があれば90キロも認められる）・市街地50キロである。
ラウンドアバウトが各所に設置されており、イギリスの交通事情との共通点の一つとされる。ラウンドアバウト内は右側通行のため反時計回り、ラウンドアバウト内を走行している自動車が優先等、日本人には馴染みの薄い規則が多く、日本人がスウェーデン国内を運転する際は注意が必要である。冬は南部でも必ず積雪があるという気候条件のため、スウェーデンを走行している大多数の自動車はMT車（マニュアル車）であり、AT車（オートマ車）は少数派である。